# امپدانس ورودی
اَمپِدانس ورودی یک مدار یا شبکه الکتریکی، اندازۀ مخالفت آن مدار، چه پویا (مقاومت) و چه ایستا (راکتانس)، با جریانی است که از منبع الکتریکی می‌آید. 
برپایه همین تعریف، اَدمیتانس ورودی (عکس امپدانس ورودی)، معیاری از تمایل بار برای رساندن جریان است. منبع شبکه، بخشی از شبکه است که توان را منتقل می‌کند و شبکه بار، بخشی از شبکه‌ای است که انرژی را مصرف می‌کند.

سمت چپ مجموعه دایره‌های کوچک باز مدار منبع را مدل می‌کند، درحالی‌که سمت راست مدار متصل‌شده را مدل می‌کند. Z_{S} امپدانس خروجی است که توسط بار مشاهده می‌شود، و Z_{L} امپدانس ورودی است که از سوی منبع دیده می‌شود.

## امپدانس ورودی
اگر شبکه بار با قطعه‌ای که امپدانس خروجی برابر با امپدانس ورودی شبکه بار (مدار معادل) دارد جایگزین شود، مشخصات شبکه منبع-بار از دید نقطه اتصال یکسان است؛ بنابراین، ولتاژ دوسر، و جریان عبوری پایه‌های ورودی با شبکه بار انتخاب‌شده یکسان هستند.

### انتقال توان
شرط حداکثر انتقال توان بیان می‌کند که برای یک منبع توان، وقتی بیشترین توان منتقل می‌شود که مقاومت منبع با مقاومت بار برابر باشد و ضریب توان با صرف‌نظر از راکتانس اصلاح شود. در این حالت، گفته می‌شود که مزدوج مختلط تطبیق‌شده با امپدانس سیگنال است. البته این، تنها انتقال توان را بیشترین می‌کند، نه بازده مدار را. وقتی انتقال توان، بهینه‌ شده‌است، بازده مدار، تنها ۵۰٪ است.
فرمول تطبیق مزدوج مختلط است
{\displaystyle {\begin{aligned}Z_{in}&=Z_{out}^{*}\\&=\left\vert Z_{out}\right\vert e^{-\Theta _{out}j}\\&=\operatorname {Re} (Z_{out})-\operatorname {Im} (Z_{out})j.\\\end{aligned}}}
هنگامی که هیچ مؤلفه فعالی وجود ندارد، این معادله ساده می‌شود {\displaystyle Z_{in}=Z_{out}} به عنوان بخش موهومی {\displaystyle Z_{out}} صفر است